# Petrissa Solja
Petrissa Solja (Kandel, Renania-Palatinado; 11 de marzo de 1994) es una deportista olímpica alemana que compite en tenis de mesa. Solja ganó la plata en la prueba por equipos en los Juegos Olímpicos de Río de Janeiro 2016. En marzo de 2016 alcanzó su mejor clasificación mundial, la decimotercera.

## Vida personal
Solja nació en Kandel, en el land de Renania-Palatinado (Alemania), en el seno de una familia de jugadores de tenis de mesa; su madre, Dagmar Solja-Andruszko, jugaba al tenis de mesa en el ATSV Saarbrücken. Las dos hermanas mayores de Petrissa también juegan al tenis de mesa; su hermana Amelie compitió por Austria en los Juegos Olímpicos de Londres 2012 (había renunciado a la alemana y obtenido la nacionalidad austriaca debido a que la abuela de las hermanas Solja era de Austria).
Antes de los Juegos Olímpicos de Río de Janeiro 2016, Solja posó junto a la nadadora Isabelle Härle, la remadora Julia Lier, la ciclista Nadja Pries y la pertiguista lesionada Katharina Bauer para la edición alemana de Playboy. Fue una única sesión que la propia Solja determinó no alargar para futuribles sesiones de modelaje, al querer centrar toda su atención en el deporte, pese a la mucha atención popular que conllevó. Solja expuso: "Me pidieron que lo hiciera y lo hice. Fue divertido, pero no tengo la intención de hacerlo de nuevo. Prefiero concentrarme en mi tenis de mesa", dijo en una entrevista recogida por varios medios.

## Carrera profesional
Solja es entrenada por su padre, Pavel, y juega como zurda con una empuñadura tipo shakehand.
Como jugadora junior, Solja tuvo un éxito considerable. Ganó la prueba individual cadete en los Campeonatos Europeos Juveniles de 2008 y 2009, venciendo a Bernadette Szőcs y Yana Noskova en las dos finales, respectivamente. Aunque perdió dos veces en la final de individuales júnior contra Bernadette Szőcs en 2011 y 2012, fue la jugadora europea más exitosa en los Campeonatos Mundiales Júnior de 2012, llegando a las semifinales de los individuales femeninos y, en general, ganando tres medallas de bronce.
Solja fue la jugadora joven alemana del año en 2012.
En los Juegos Europeos de Bakú 2015 ganó la medalla de oro en el evento femenino por equipos junto a Han Ying y Shan Xiaona.
En los Juegos Olímpicos de Río de Janeiro 2016, Solja ganó una medalla de plata en la competición por equipos femenina tras ser derrotada, junto a su compañera Han Ying, por el equipo chino por 0 a 3. Este resultado fue el mejor de un equipo europeo en la competición por equipos femenina de los Juegos Olímpicos, y superó las expectativas dada la posición de tercer cabeza de serie del equipo. Solja perdió en la tercera ronda del individual femenino ante Ri Myong-sun, de Corea del Norte.
En 2017, Solja, junto a su compañera Fang Bo, ganó el bronce en los dobles mixtos en el Campeonato Mundial de Tenis de Mesa, que se celebraba en Düsseldorf (Alemania). Esta fue la primera medalla de los Campeonatos del Mundo en dobles mixtos para Alemania desde 1971. Más tarde, en 2017, Solja compitió en la Liga de Tenis de Mesa inaugural en la India.
Solja jugó en el club alemán TTC Berlin Eastside desde 2014, antes de tomarse un descanso del tenis de mesa a finales de 2017, y fichar por el TSV Langstadt en 2018.
En 2019, Solja remontó 3 partidas para ganar el oro en el Top 16 de la ITTF-Europa contra Bernadette Szocs. Ese mismo año lograba la medalla de bronce en el mixto dobles, con Patrick Franziska, en el Campeonato Mundial de Tenis de Mesa celebrado en Budapest (Hungría), así como un doblete de oro (femenino por equipos y mixtos dobles) en los Juegos Europeos de Minsk (Bielorrusia).